# Pandemia de COVID-19 în Franța
Focarul de coronavirus din 2019-2020 s-a confirmat că s-a răspândit în Franța la 24 ianuarie 2020, când la Bordeaux a fost confirmat primul caz COVID-19 din Europa și Franța. A fost implicat un franco-chinez de 48 de ani, care a ajuns în Franța din China. Alte două cazuri au fost confirmate până la sfârșitul zilei; toți indivizii s-au întors recent din China.
Un turist chinez a fost internat la un spital din Paris în 28 ianuarie și a murit la 14 februarie, marcând primul deces din cauza COVID-19 în Europa și Franța.
Începând cu 10 martie 2020, au existat 1.784 de cazuri confirmate, 25 de decese și 12 recuperări în Franța.

## Cronologie

### Primele cazuri confirmate
La 24 ianuarie 2020, la Bordeaux a fost confirmat primul caz COVID-19 din Franța și Europa. Un franco-chinez în vârstă de 48 de ani din China, care a ajuns în Franța pe 22 ianuarie, a fost internat la Centre Hospitalier Universitaire de Bordeaux. Serviciul Médical de Urgențe a preluat sarcina, iar pacientul a fost izolat în spital. Autoritățile au încercat să confirme dacă a infectat persoane care erau în contact cu el.